# Imaia gigantea
Imaia gigantea — вид грибів, що належить до монотипового роду  Imaia.

## Будова
Плодові тіла Imaia gigantea кулясті або неправильної форми, бурі і зазвичай з часом утворюються тріщини.

## Поширення та середовище існування
Зустрічається в Японії та в Аппалачських горах США.